# 1991년 대한민국
이 문서는 1991년 대한민국에서 일어난 사건을 다룬다.

## 재임자
제6공화국 (노태우 정부)
- 대통령 : 노태우
- 국무총리 : 노재봉 (~5월 23일), 정원식 (5월 24일~)